# یومی‌هون
یومی‌هون (به ژاپنی: 読本 Yomihon)، یک نوع کتاب ژاپن این کتاب از دوره ادو (۱۶۰۳–۱۸۶۷) است. برخلاف دیگر کتاب‌های ژاپنی آن دوره، مانند کوسازوشی، آن‌ها تصاویر کمی داشتند و تأکید بر متن بود. در خطوط داستانی، اصول اخلاقی بودایی مانند کارما موعظه می‌شد و شخصیت‌هایی با قدرت‌های فراطبیعی و موجودات خیالی اغلب به تصویر کشیده می‌شدند.